# Distributionnalisme
Le distributionnalisme est une théorie générale du langage développée par Leonard Bloomfield et Zellig Harris. Cette théorie a très largement dominé la linguistique américaine jusqu’à 1950. Elle est l'un des fondements de la grammaire générative et a beaucoup influencé les diverses méthodes d'apprentissage des langues.
Les théories distributionnalistes ont beaucoup de points communs avec le structuralisme. Cependant, elles apparaissent aux États-Unis alors que les thèses de Ferdinand de Saussure commencent à peine à être connues en Europe : le distributionnalisme doit être considéré comme une théorie originale par rapport au saussurianisme.
Ce sont principalement les théories psychologiques behavioristes qui ont permis la naissance du distributionnalisme. Selon ces théories, le comportement humain serait totalement explicable, et on pourrait en étudier la mécanique. L'étude des réflexes, par exemple, permet de prévoir certaines attitudes (cette méthode n'est d'ailleurs pas sans rappeler les travaux de Pavlov sur les animaux). Bloomfield en conclut que le langage, tout comme le comportement, pouvait être analysé comme une mécanique prévisible, explicable par ses conditions externes d'apparition.
Les notions de mécanisme, de méthode inductive et de corpus sont des termes clefs du distributionnalisme.

## Le mécanisme
Bloomfield appelle sa thèse mécanisme, et il l'oppose au mentalisme : pour lui, en effet, la parole ne peut pas s'expliquer comme un effet des pensées (intentions, croyances, sentiments). On doit ainsi pouvoir rendre compte des comportements linguistiques ainsi que de la structure hiérarchisée des messages émis sans aucune postulation concernant les intentions des locuteurs et leurs états mentaux.
En effet, dans la perspective behavioriste, un stimulus donné correspond à une réponse donnée. Or, le sens est une chose instable pour les distributionnalistes, qui dépend de la situation, et qui n'est pas observable. Il doit donc être éliminé comme élément d'analyse de la langue. La seule régularité est d'ordre morphosyntaxique : ce sont les invariants structuraux de la morphosyntaxe qui permettent de reconstruire le système de la langue à partir d'une analyse de ses éléments observables, les mots d'un corpus donné.

## Le conditionnement
De même qu'en psychologie behavioriste le contexte permet de prévoir et d'expliquer le comportement d'un sujet, en linguistique, pour Bloomfield, le contexte linguistique doit servir de base à la recherche d'une régularité dans le langage.

## L'analyse distributionnelle
L'analyse distributionnelle consiste à définir l'environnement d'une unité du discours. On décompose les énoncés du corpus, on les analyse en constituants immédiats. Cette distribution suppose alors une hiérarchie :
- Le chat de Pierre et de Marie est noir

est décomposable en :
- {[Le] chat [de Pierre et de Marie]} {est [noir]}

### Distributionnalisme etcatégories linguistiques
Le distributionalisme est fondé sur :
- une certaine hiérarchie entre les constituants immédiats : on a donc une structure distributionnelle ;
- la possibilité de commuter un constituant avec un constituant absent du corpus, par exemple on peut remplacer noir par blanc (axe paradigmatique), et de permuter un constituant sur l'axe syntagmatique.

Il s'ensuit que noir et blanc appartiennent à la même classe, puisqu'ils sont permutables l'un avec l'autre, mais pas bureau, car on ne peut pas dire Le chat de Pierre et de Marie est bureau.
L'analyse distributionnelle a pour critère la grammaticalité d'un énoncé et non son sens ou son acceptabilité : dans Le chat dort, chat fait partie du paradigme des noms, parce qu'il est commutable avec un autre nom tel que stylo : le stylo dort, quel que soit le non-sens ou l'inacceptabilité de cet énoncé. En effet, le stylo dort est grammatical, tandis que le mange dort ne l'est pas : mange n'appartient donc pas au même paradigme que chat et stylo (les notions de grammaticalité et d'acceptabilité seront développées, plus tard, par la grammaire générative).

## Distributionnalisme et langues amérindiennes
Au moment où naît le distributionnalisme, dans les années 1920, des chercheurs commencent à s'intéresser aux langues amérindiennes. La diversité de ces langues, l'ampleur de la tâche descriptive, permet au distributionnalisme d'y trouver sa raison d'être. Toutes ces langues inconnues peuvent être analysées de la même manière, par analyse en constituants immédiats de corpus entiers. Très rapidement, les familles de langues na-dené, inuites, etc. furent distinguées.
Le linguiste se trouve, en effet, face à des langues indigènes inconnues, ne ressemblant en rien aux langues qu'il connaît, étudiées depuis des siècles comme le latin, le grec ou le français. Ces langues indigènes sont même très éloignées, génétiquement, des langues européennes. L'analyse distributionnelle lui permet alors de les analyser pour en comprendre la structure puis le sens (méthode inductive), alors que la philologie, à l'inverse, s'est longtemps intéressé au sens d'une langue connue (et à la substance — logique et philosophique — des mots) pour en comprendre le système. C'est ici que le distributionnalisme s'explique le mieux comme une réaction au mentalisme.

### Distributionnalisme etméthode inductive
L'analyse distributionnelle se fait sur un corpus. C'est en effet d'après la déconstitution d'un échantillon représentatif de l'ensemble de la langue que l'on peut, par inférence, expliquer le fonctionnement de la langue (Chomsky aura une approche, au contraire, hypothético-déductive).
Le problème qui apparaît est de savoir ce qu'est un corpus représentatif d'une langue. Lorsque les premiers ordinateurs apparurent, les distributionnalistes purent analyser de grands corpus, forcément plus représentatifs de la langue (grâce aux multiples technologies offertes pour le TAL, traitement automatique des langues).

## La grammaire générative: héritage et dépassement
Le distributionnalisme a pour objet la grammaticalité des énoncés de la langue, pour comprendre son fonctionnement. Chomsky va réhabiliter la notion de sens et l'étudier en même temps que la grammaticalité.